# Virginia Dale
Virginia Dale (Charlotte, 1º luglio 1917 – Burbank, 3 ottobre 1994) è stata un'attrice e ballerina statunitense.

## Biografia
Quando lavorava nel dancing Paxton Sisters di New York City, Virginia Dale fu scoperta da Darryl F. Zanuck che le fece firmare un contratto per la 20th Century Fox. Apparve negli anni Trenta e Quaranta in diversi film musicali, mentre dagli anni Cinquanta  prese parte a molte serie televisive. Lasciò l'attività nel 1958, salvo riapparire in pochi film negli anni Settanta. Morì a Burbank, in California, nel 1994.

## Filmografia  parziale
- Spregiudicati (Idiot's Delight), regia di Clarence Brown (1939)
- Love Thy Neighbor (1940)
- The Quarterback, regia di H. Bruce Humberstone (1940)
- La taverna dell'allegria (Holiday Inn), regia di Mark Sandrich (1942)
- I trafficanti (The Hucksters), regia di Jack Conway (1947)
- Dragnet, regia di Leslie Goodwins (1947)
- C'era una volta Hollywood (That's Entertainment!), regia di Jack Haley Jr. (1974)

## Doppiatrici italiane
- Dhia Cristiani in La taverna dell'allegria